# Sehenswürdigkeit

Der Eiffelturm in Paris zählt zu den am häufigsten besuchten Sehenswürdigkeiten der Welt

Eine Sehenswürdigkeit ist ein bedeutsames Naturdenkmal, Kulturdenkmal oder etwas anderweitig Attraktives, Spektakuläres beziehungsweise Prominentes, das häufig in touristische Programme einbezogen wird. Oft handelt es sich auch um Objekte, die der Reisende durch die Medien (Zeitschriften, Fernsehen, Internet, Reiseromane etc.) bereits kennt und die er eigenständig erleben will. Manche Sehenswürdigkeiten haben zugleich Wahrzeichencharakter für ein Land, eine Region oder eine Stadt.
Auch die Zielgruppe kann bestimmen, ob etwas für sie sehenswürdig ist, was zum Beispiel an Besucherzahlen abgelesen werden kann. Typische Sehenswürdigkeiten sind historische Gebäude und Bauwerke, manchmal ganze Stadtviertel wie die Altstädte von Venedig oder Rothenburg ob der Tauber, aber auch besondere Zeugnisse der Zeitgeschichte (z. B. Reste der Berliner Mauer) oder ein Museum. Sehenswerte Naturdenkmäler können Seen, Vegetationszonen oder auch Berge sein. Hier spielt die Infrastruktur eine wichtige Rolle, wie etwa die Alpenvereinshütten im Gebirge.

## Kritik
Veranstalter, insbesondere sogenannter alternativer Städtereisen, kritisieren den Begriff. Denn er legt nahe, dass es einige wenige spektakuläre, prominente „des Sehens würdige“ Stätten gibt. Demgegenüber gehören wichtige Stätten des Alltags in der Regel nicht dazu, obwohl sie für das Verstehen mindestens ebenso bedeutsam seien. Aus tourismuskritischer Perspektive wird hervorgehoben, dass Objekte nicht per se sehenswert sind, sondern dass Sehenswürdigkeiten durch Instanzen des Kulturtourismus zu solchen ernannt werden.

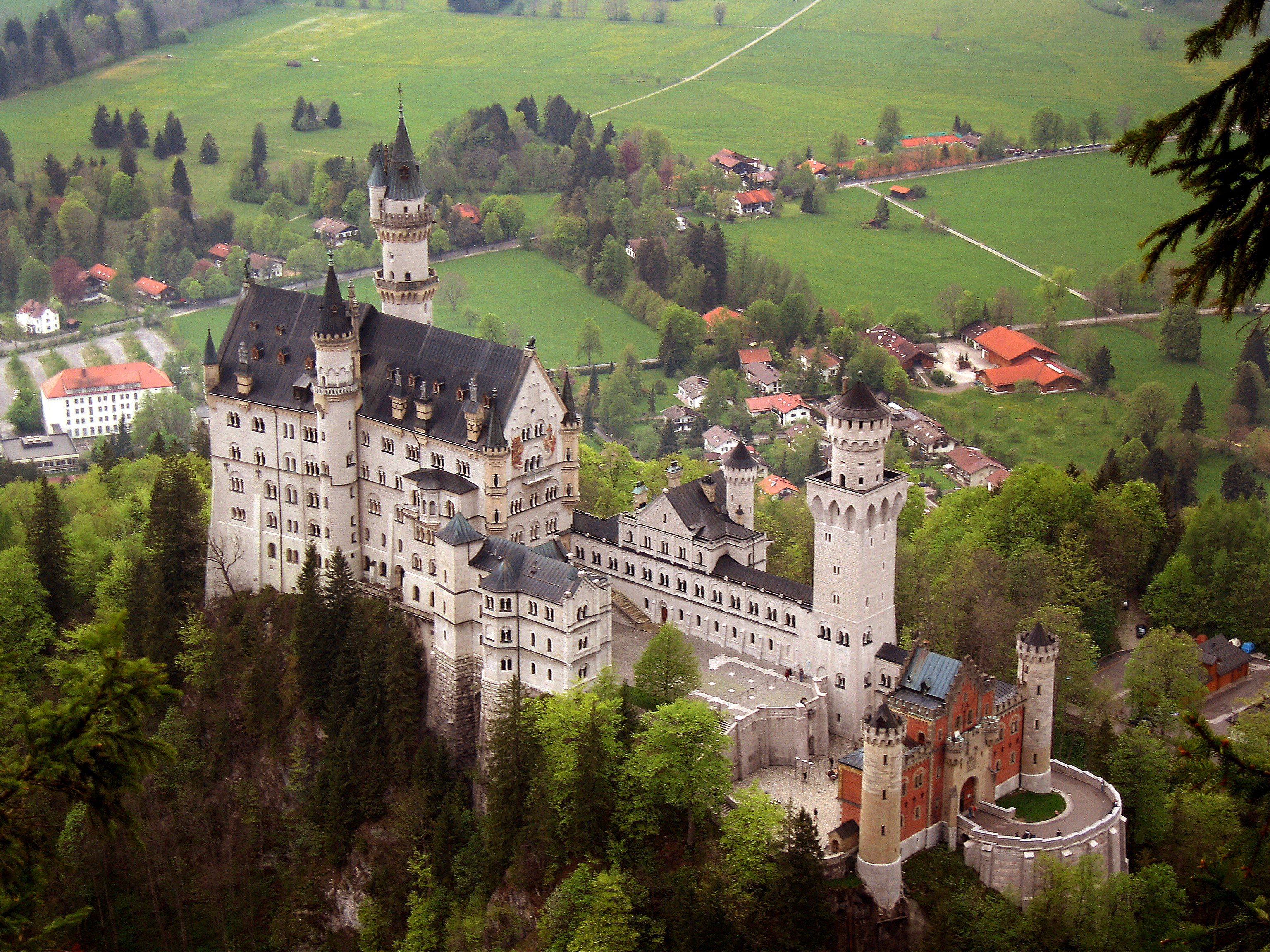
Schloss Neuschwanstein in den Ammergauer Alpen

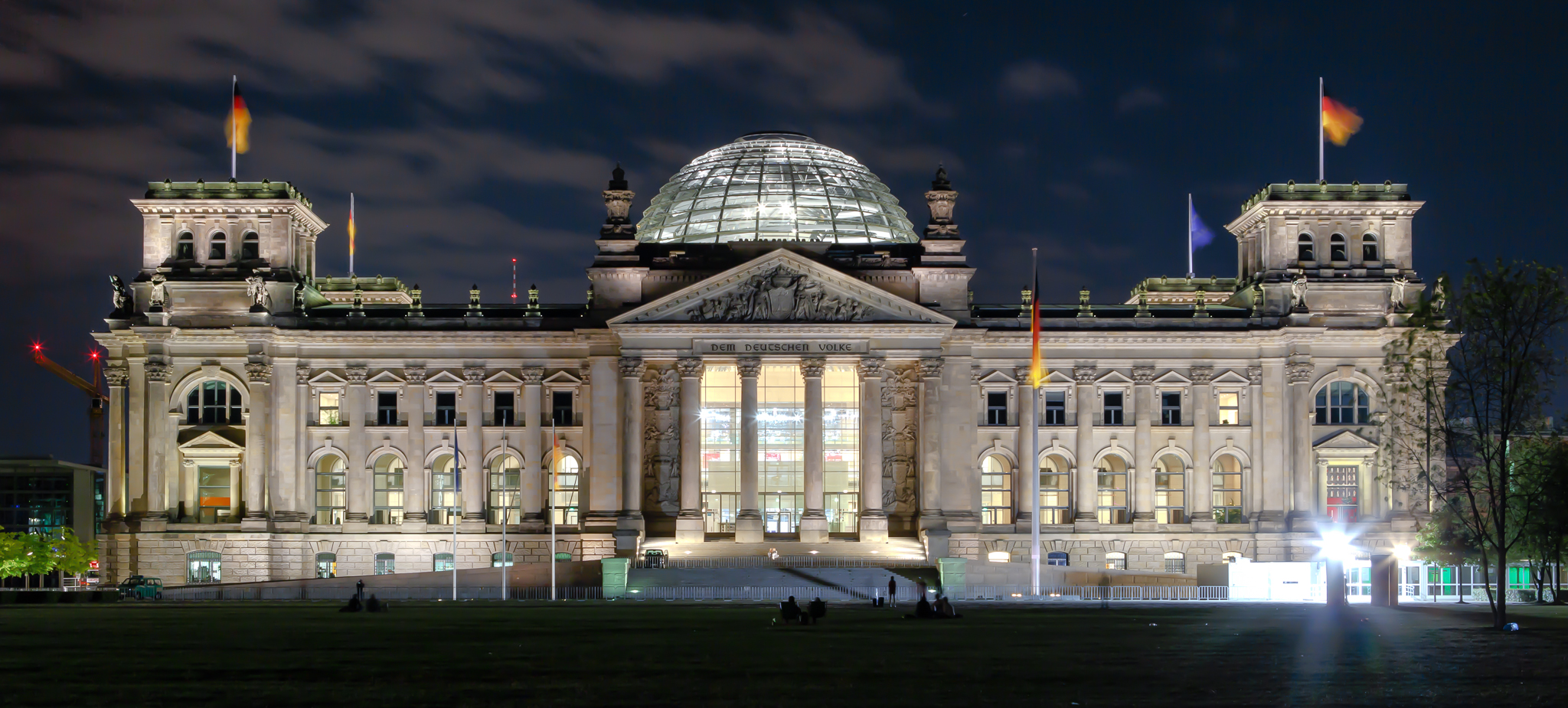
Reichstagsgebäude in Berlin bei Nacht

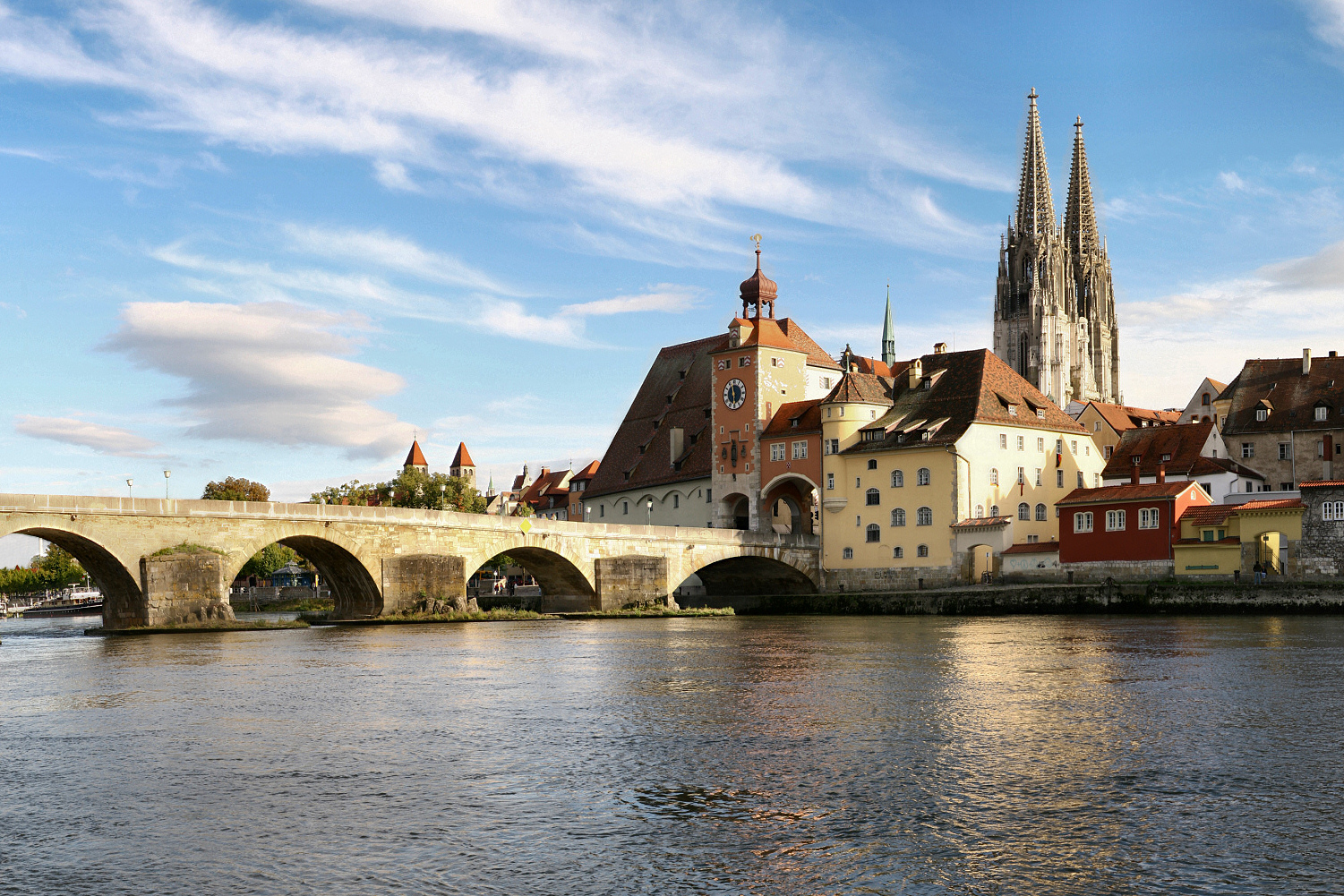
UNESCO-Welterbe Altstadt von Regensburg

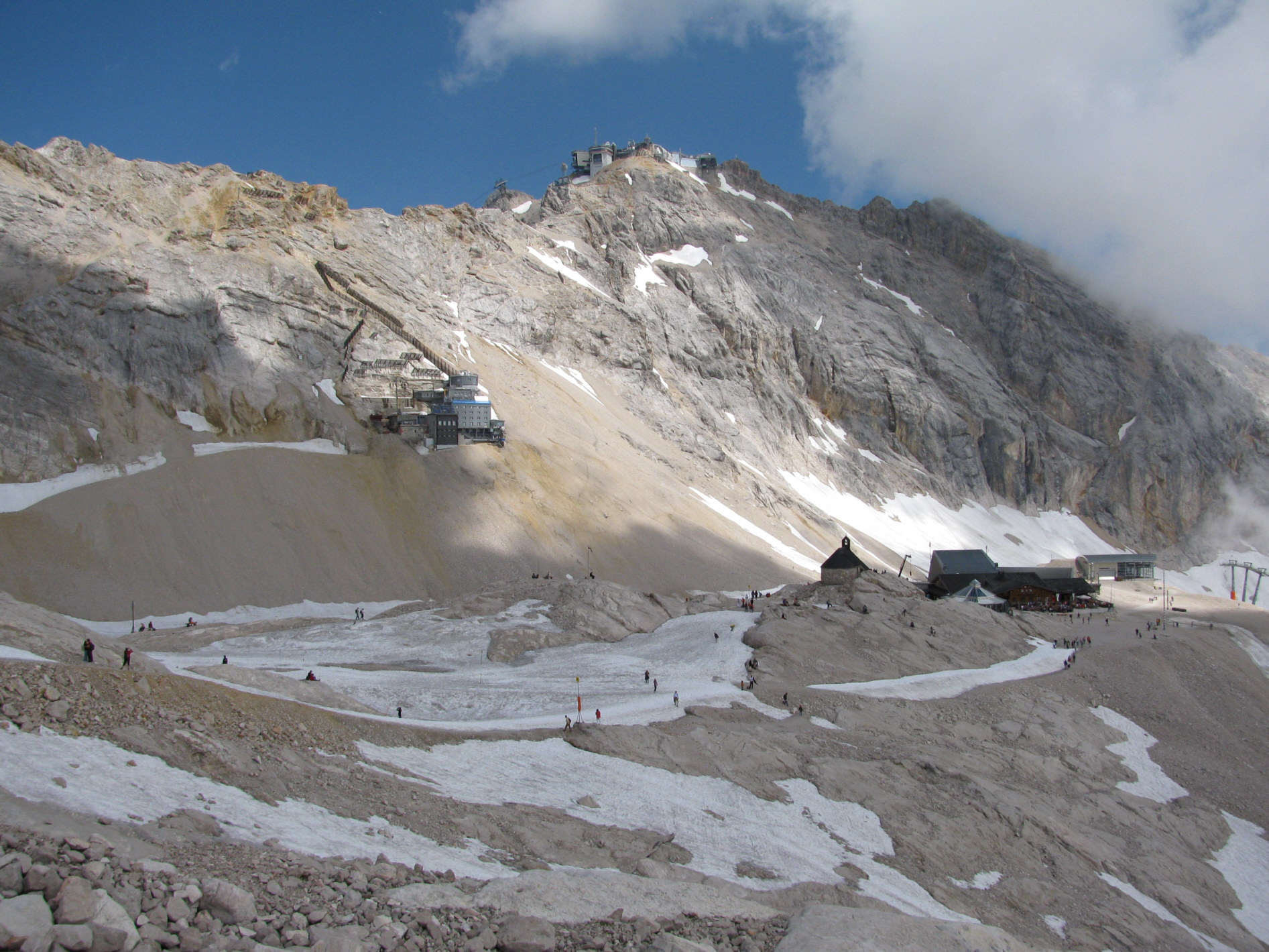
Panoramaansicht des Zugspitzgipfels

## Sehenswürdigkeiten in Deutschland (Auswahl)
- Beliebteste Sehenswürdigkeiten Deutschlands laut Deutscher Zentrale für Tourismus
- Sehenswürdigkeiten in Berlin
- Sehenswürdigkeiten in Chemnitz
- Sehenswürdigkeiten in Darmstadt
- Sehenswürdigkeiten in Gera
- Sehenswürdigkeiten in Karlsruhe
- Sehenswürdigkeiten in Konstanz
- Sehenswürdigkeiten in Memmingen
- Sehenswürdigkeiten in München
- Liste von Sehenswürdigkeiten in Münster
- Liste von Sehenswürdigkeiten in Potsdam
- Sehenswürdigkeiten in Regensburg
- Liste von Sehenswürdigkeiten im Ruhrtal
- Liste von Sehenswürdigkeiten im Saarland

## Sehenswürdigkeiten international (Auswahl)
- Liste von Sehenswürdigkeiten in Athen
- Sehenswürdigkeiten in Paris
- Sehenswürdigkeiten Wiens
- Europäische Route der Industriekultur